# Trouble du spectre de l'hypermobilité
 Mise en garde médicale
Le trouble du spectre de l'hypermobilité, ou les troubles du spectre de l'hypermobilité (HSD, en anglais, pour Hypermobility spectrum disorder), sont des troubles héréditaires du tissu conjonctif qui affectent les articulations et les ligaments. Ils sont liés à des diagnostics plus précoces tels que le syndrome d'hypermobilité (HMS) ou le syndrome d'hypermobilité articulaire (JHS). Différentes formes et sous-types sont distingués, mais ils n'incluent pas l'hypermobilité articulaire asymptomatique ou hyperlaxité.
Les symptômes peuvent inclure l'incapacité de marcher correctement ou sur de longues distances et des douleurs dans les zones touchées. Certaines personnes atteintes de HSD ont des nerfs hypersensibles et un système immunitaire affaibli. Ces troubles peuvent également provoquer une fatigue intense, voire des épisodes dépressifs. Ils ont quelques similarités avec d'autres maladies génétiques du tissu conjonctif tels que les syndromes d'Ehlers-Danlos.

## Personnalités concernées
- L'auteure-compositrice-interprète et actrice américaine Billie Eilish (2001-) a contribué à attirer l'attention sur le JHS, dont elle est atteinte. Elle aime danser mais cela explique ses blessures physiques récurrentes.
- Le nageur américain Michael Phelps (1985-), le sportif le plus titré de l'histoire des Jeux olympiques, a pu être aidé dans ses exploits par ce syndrome[4].